# Аничков, Михаил Викторович
Михаи́л Ви́кторович Ани́чков (16 (28) декабря 1855, Санкт-Петербург — 1914, Батуми) — российский экономист, инженер путей сообщения.

## Биография
Родился 16 (28) декабря 1855 года в Санкт-Петербурге
Внук Михаила Андреевича Аничкова, богатого оренбургского помещика из дворянского рода Аничковых, старший сын генерал-майора Виктора Михайловича Аничкова (1830—1877) и Марии Александровны (урожд. Крымовой) (ум. 1902). Дядя известного советского фармаколога, академика АМН СССР Сергея Викторовича Аничкова.
В 1878 году окончил со званием гражданского инженера Санкт-Петербургский институт инженеров путей сообщения. С 1880 года служил в Министерстве путей сообщения; титулярный советник с 19 мая 1883 года, статский советник с 14 октября 1899 года.
Член Императорского русского технического общества (c 1881 г.).
Известность получил его труд «Война и труд» (1899), опубликованный также на немецком (Берлин, 1900, 2-е изд. — 1912), английском (Нью-Йорк и Лондон, 1900), французском (Санкт-Петербург, 1903) языках.

### Книга «Война и труд»
Книга М. В. Аничкова «Война и труд» представляет собой явление неординарное для российской общественно-политической литературы.
Выражая общие надежды и настроения своего времени автор начинает книгу словами: «XIX век покончил с рабством. XX должен покончить с войной». Этой теме и посвящена книга. Автор приходит к выводу, что проекты международных судов и международной надгосударственной организации, а также торжественные международные акты, смягчая бедствия войны, сами по себе не приближают человечество к совершенному прекращению войн.
Во второй части автор показывает, что в то время как исчезли прежние причины развязывания войн, появились новые источники международного антагонизма в новых условиях международного разделения труда, сложившихся к XIX в., враждебность между народами стала вызывать протекционистская политика государств. Далее автор показывает, как развивались идеи «свободного общения» и как политика свободной торговли реально гасила конфликты, вот-вот готовые перерасти в военные действия, а закрытые границы, «война во время мира», провоцировали международную напряженность. Переходя к положительной программе, автор описывает систему правительственного содействия народному труду в государствах со свободными границами, утверждая, что государственное содействие не есть государственное вмешательство. Особое внимание уделяется личной и имущественной безопасности как экономическому фактору. Рассматриваются вопросы политических отношений и национальной самобытности при режиме свободных границ.
В 1900 году книга вышла одновременно на русском, английском и немецком языках. Спустя некоторое время была издана и на французском. В 1903 году книга выдвигалась на премию Российской Академии Наук им. адмирала Грейга. В 2007 году вышел предпринт международного издания этой книги в издательстве «Социум».

## Награды
- Орден Св. Станислава 3-й степени
- серебряная медаль на Александровской ленте в память царствования императора Александра III.

## Комментарии
1. ↑  Есть сведения, что в одном из номеров газеты «Батумские вести» за 1914 год был опубликован некролог, посвящённый Михаилу Викторовичу Аничкову, инженеру путей сообщения, действительному статскому советнику[1].

## Источник
- Куряев А. В. «Война и труд» Михаила Аничкова // Аничков М. В. Война и труд / Препринт международного издания. — Челябинск: Социум, 2007. — С. xiii-xxxvi. — ISBN 978-5-901901-73-1.